# Courtney Jines
Courtney Elizabeth Jines (Fairfax, Virginia; 4 de mayo de 1992) es una actriz, productora y guionista estadounidense. Conocida por sus papeles como Demetra en Spy Kids 3-D: Game Over y Amanda Wilkinson en Because of Winn-Dixie. En 2012, Courtney fundó su propia productora llamada Moonflower Pictures.

## Primeros años y carrera
Jines nació en Fairfax, Virginia. Ella inicio su carrera profesionalmente a la edad de 6 años. Hizo su primera aparición en televisión en el 2000, en el episodio "Demolition Derby" de la serie de televisión Third Watch como Lisa Hagonon. Su primer papel en una película fue como Harriet Deal en Drop Back Ten (2000) y Hannah Miller, en la serie dramática y criminal Law & Order: Special Victims Unit, en el episodio llamado "Pixies" en 2001. Además, interpretó a Delilah en Gaudi Afternoon (2001) y como Jessica Trent en CSI: Crime Scene Investigation en el episodio llamado "Cats en the Cradle…" en 2002. En 2002, participó interpretando a Julie Morgan en la película Anna's Dream. En 2003, actuó en el papel de Kristen Farrel en la serie de televisión That Was Then, y como Rachel en el episodio de ER "A Santa in the City." Durante este año, en la película Red Betsy protagonizó a Jane Rounds, y desempeñó su papel más destacable como Demetra en la película infantil de acción Spy Kids 3-D: Game Over, que fue entonces cuando decidió abandonar el largo pelo rubio para cortárselo y teñirlo de color marrón conservando su estilo desde esta película. Spy Kids 3-D: Game Over es también la película en donde Courtney sería más célebre, y fue conocida como "la impostora", una supuesta jugadora que ayuda al personaje de Juni Cortez a superar un peligroso juego de realidad virtual. En 2004, invitado estrella de Jack & Bobby como Deena Greenberg en el episodio "Today I Am a Man". En 2005, ella fue protagonista como Bridget Byrne en Silver Bell y Amanda Wilkinson en Because of Winn-Dixie. Se dice que su mejor amiga es Sophia Myles.
En 2015, Courtney ganó una beca con Sundance Institute's Ignite Program, lo que la convirtió en una de las dos directoras seleccionadas.

## Problemas en la adolescencia
Courtney fue una de las niñas actrices ejemplares, pero al llegar a la adolescencia decidió tomarse un descanso. Sin embargo no le fue nada fácil, ya que ella estaba acostumbrada a convivir con adultos y al llegar a la escuela ella no se sentía bien. Empezó a medicarse, e incluso llegó a estar en el hospital.

## Filmografía

### Televisión
| Año  | Serie                             | Papel                | Episodio(s)           |
| ---- | --------------------------------- | -------------------- | --------------------- |
| 2000 | Third Watch                       | Lisa Hagonon         | "Demolition Derby"    |
| 2001 | Law & Order: Special Victims Unit | Hannah Miller        | "Pixies"              |
| 2002 | CSI: Crime Scene Investigation    | Jessica Rachel Trent | "Cats in the Cradle…" |
| 2002 | Than Was Ever                     | Kristen Farrell      | Episodio #1.6         |
| 2003 | ER                                | Rachel               | "A Saint in the City" |
| 2004 | Jack & Bobby                      | Deena Greenberg      | "Today I Am a Man"    |
| 2006 | La guerra en casa                 | Heidi                | 4 episodios           |

### Películas
| Año  | Película                    | Papel            | Notas                              |
| ---- | --------------------------- | ---------------- | ---------------------------------- |
| 2000 | Drop Back Ten               | Harriet Deal     |                                    |
| 2001 | Gaudi Afternoon             | Delilah          |                                    |
| 2002 | Anna's Dream                | Julie Morgan     | Película de televisión             |
| 2003 | Spy Kids 3-D: Game Over     | Demetra          |                                    |
| 2003 | Red Betsy                   | Jane Rounds      |                                    |
| 2005 | Because of Winn-Dixie       | Amanda Wilkinson |                                    |
| 2005 | Silver Bells                | Bridget Bryne    | Película de televisión             |
| 2014 | Go to Sleep, Sadie          | Ella misma       | Cortometraje, guionista/productora |
| 2017 | The Apocalypse Will Blossom | Ella misma       | Cortometraje                       |